# Ryan Sessegnon
Pour les articles homonymes, voir Sessegnon.
Kouassi Ryan Sessègnon, plus connu sous le nom de Ryan Sessegnon, né le 18 mai 2000 à Roehampton en Angleterre, est un footballeur anglais qui joue au poste d'arrière gauche ou milieu gauche au Fulham FC. 
Il est le frère jumeau de Steven Sessegnon, et le cousin de Stéphane Sessègnon.

## Biographie

### En club

#### Fulham FC
Le 9 août 2016, il fait ses débuts en faveur du Fulham FC lors d'un match de la Coupe de la Ligue contre Leyton Orient.
Le 20 octobre 2018, Sessegnon devient le premier joueur né dans les années 2000 à marquer un but en Premier League contre Cardiff City,.

#### Tottenham Hotspur
Le 8 août 2019, il s'engage pour six ans avec Tottenham Hotspur. Il quitte donc Fulham après avoir inscrit vingt-cinq buts en cent-vingt matchs toutes compétitions confondues.
Cependant, il arrive au club londonien blessé et ne peut entamer la saison en août 2019. Le 3 novembre 2019, Sessegnon prend part à sa première rencontre sous le maillot des Spurs en entrant en fin de match contre Everton en Premier League (1-1). Trois jours plus tard, il découvre la Ligue des champions et délivre une passe décisive à Christian Eriksen pour conclure un succès 0-4 à l'Étoile rouge de Belgrade.
Le 11 décembre 2019, il inscrit son premier but avec Tottenham à l'occasion de la dernière journée de la phase de poules de la Ligue des champions contre le Bayern Munich (défaite 3-1).

#### Prêt au TSG Hoffenheim
Le 5 octobre 2020, Sessegnon est prêté pour une saison au TSG Hoffenheim.

### En sélection
Ryan Sessegnon participe au championnat d'Europe des moins de 17 ans en 2016 avec l'équipe d'Angleterre. Il participe à quatre rencontres et l'Angleterre est battue en quarts de finale par l'Espagne.
L'année suivante, il dispute le championnat d'Europe des moins de 19 ans. Lors de cette compétition, il inscrit un but à l'occasion du premier match contre la Bulgarie puis un doublé contre l'Allemagne. L'Angleterre remporte le tournoi en battant le Portugal en finale.
Le 27 mai 2019, il fait partie des vingt-trois joueurs sélectionnés pour participer à l'Euro espoirs 2019 avec l'équipe d'Angleterre.

## Statistiques
| Saison                | Club                  | Championnat           | Championnat | Championnat | Championnat | Coupe nationale | Coupe nationale | Coupe nationale | Coupe de la Ligue | Coupe de la Ligue | Coupe de la Ligue | Supercoupe | Supercoupe | Supercoupe | Compétition(s) continentale(s) | Compétition(s) continentale(s) | Compétition(s) continentale(s) | Compétition(s) continentale(s) | Play-offs | Play-offs | Play-offs | Total | Total | Total |
| Saison                | Club                  | Division              | M.          | B.          | P.d.        | M.              | B.              | P.d.            | M.                | B.                | P.d.              | M.         | B.         | P.d.       | Comp.                          | M.                             | B.                             | P.d.                           | M.        | B.        | P.d.      | M.    | B.    | P.d.  |
| 2016-2017             | Fulham FC             | Championship          | 25          | 5           | 3           | 3               | 2               | 1               | 1                 | 0                 | 0                 | -          | -          | -          | -                              | -                              | -                              | -                              | 1         | 0         | 0         | 30    | 7     | 4     |
| 2017-2018             | Fulham FC             | Championship          | 46          | 15          | 6           | 1               | 0               | 0               | 2                 | 0                 | 0                 | -          | -          | -          | -                              | -                              | -                              | -                              | 3         | 1         | 2         | 52    | 16    | 8     |
| 2018-2019             | Fulham FC             | Premier League        | 35          | 2           | 6           | 1               | 0               | 0               | 2                 | 0                 | 0                 | -          | -          | -          | -                              | -                              | -                              | -                              | -         | -         | -         | 38    | 2     | 6     |
| Sous-total            | Sous-total            | Sous-total            | 106         | 22          | 15          | 5               | 2               | 1               | 5                 | 0                 | 0                 | -          | -          | -          | -                              | -                              | -                              | -                              | 4         | 1         | 2         | 120   | 25    | 18    |
| 2019-2020             | Tottenham Hotspur     | Premier League        | 6           | 0           | 0           | 3               | 0               | 0               | -                 | -                 | -                 | -          | -          | -          | C1                             | 3                              | 1                              | 1                              | -         | -         | -         | 12    | 1     | 1     |
| 2021-2022             | Tottenham Hotspur     | Premier League        | 15          | 0           | 2           | 2               | 0               | 0               | 1                 | 0                 | 0                 | -          | -          | -          | C4                             | 3                              | 0                              | 0                              | -         | -         | -         | 21    | 0     | 2     |
| 2022-2023             | Tottenham Hotspur     | Premier League        | 17          | 2           | 0           | 1               | 0               | 1               | 1                 | -                 | -                 | -          | -          | -          | C1                             | 3                              | 0                              | 0                              | -         | -         | -         | 22    | 2     | 1     |
| 2023-2024             | Tottenham Hotspur     | Premier League        | -           | -           | -           | 1               | 0               | 0               | -                 | -                 | -                 | -          | -          | -          | -                              | -                              | -                              | -                              | -         | -         | -         | 1     | 0     | 0     |
| Sous-total            | Sous-total            | Sous-total            | 38          | 2           | 2           | 7               | 0               | 1               | 2                 | 0                 | 0                 | -          | -          | -          | -                              | 9                              | 1                              | 1                              | -         | -         | -         | 56    | 3     | 4     |
| 2020-2021             | TSG Hoffenheim (prêt) | Bundesliga            | 24          | 2           | 1           | 2               | 0               | 0               | -                 | -                 | -                 | -          | -          | -          | C3                             | 5                              | 0                              | 0                              | -         | -         | -         | 31    | 2     | 1     |
| Sous-total            | Sous-total            | Sous-total            | 24          | 2           | 2           | 2               | 0               | 0               | -                 | -                 | -                 | -          | -          | -          | -                              | 5                              | 0                              | 0                              | -         | -         | -         | 31    | 2     | 2     |
| 2024-2025             | Fulham FC             | Premier League        | 16          | 4           | 2           | 4               | 0               | 1               | 2                 | 0                 | 1                 | -          | -          | -          | -                              | -                              | -                              | -                              | -         | -         | -         | 22    | 4     | 4     |
| Sous-total            | Sous-total            | Sous-total            | 16          | 4           | 2           | 4               | 0               | 1               | 2                 | 0                 | 1                 | -          | -          | -          | -                              | -                              | -                              | -                              | 0         | 0         | 0         | 22    | 4     | 4     |
| Total sur la carrière | Total sur la carrière | Total sur la carrière | 184         | 30          | 21          | 18              | 2               | 3               | 9                 | 0                 | 1                 | -          | -          | -          | -                              | 14                             | 1                              | 1                              | 4         | 1         | 2         | 229   | 34    | 28    |

## Palmarès

### En sélection
- Vainqueur du championnat d'Europe des moins de 19 ans en 2017.

### Distinctions personnelles
- Meilleur joueur de D2 anglaise en 2018.
- Meilleur jeune joueur de D2 anglaise en 2018.
- Membre de l'équipe-type de D2 anglaise en 2017 et 2018[8].
- Joueur du mois de D2 anglaise en janvier 2018.
- Membre de l'équipe-type du championnat d'Europe des moins de 19 ans en 2017.